# Eupathéoscope
 (décembre 2023).
Un eupathéoscope est un appareil utilisé pour mesurer la température opérative, indicateur du confort thermique.
Il consiste en un cylindre de cuivre peint en noir, chauffé par un filament de carbone et une lampe à filament métallique, thermostaté à 75°F.
Il a été conçu en 1929 par A. F. Dufton.

## Source
- (en) Glossary of meteorology